# 赵和靖
赵和靖（1985年5月19日—），出生于重庆，足球运动员。现效力贵州恒丰，司职后卫 。

## 球员生涯
2005年，赵和靖名列重庆力帆征战中超的大名单中，身披26号。由于中超联赛从次年才开始实施升降级制度，弱旅重庆力帆在下半年着手于训练新人。赵和靖等7人由力帆二队提拔而来。7月3日，中超联赛第11轮重庆力帆客场挑战四川冠城的比赛中，赵和靖获得了首发机会，迎来了自己在中超的第一场比赛。然而他在中超的第一场比赛并不顺利，补时阶段赵和靖在禁区内无意手球，吃到黄牌并送给对方一个点球，邹侑根主罚中的，凭借这个点球四川冠城在最后时间以2-1击败了重庆力帆。虽然如此，赛后赵和靖的首演还是得到了相当好的评价。很快赵和靖便竞争到了球队的首发位置，逐渐成长为重庆力帆的主力。
2010年底，重庆力帆再度降入中甲，赵和靖与队中11名球员被挂牌。原本有消息称重庆力帆为他定下的身价为300万元，天津泰达就价格问题与重庆力帆进行了协商，最终赵和靖却和同在重庆力帆的吴庆、金尼（重庆力帆自长春亚泰租借）共同去了中甲升班马大连阿尔滨。据称他和吴庆两人的总转会费为200万人民币左右。
加盟大连阿尔滨后，赵和靖成为球队后卫线上的绝对主力，截至大连阿尔滨提前夺冠时（前23轮）他为球队出场1980分钟，除了第9轮因为累计黄牌停赛，他打满了其余22轮比赛，是全队出场最多的球员。10月15日，赵和靖随球队在家乡重庆面对老东家重庆力帆，球队最后以4-1取胜，提前夺冠升入中超。
加盟大连阿尔滨后，赵和靖亦获得了很高的工资待遇。工资奖金非常优厚，报道称其工资比他2010年征战中超时翻了一番。
2014年1月3日，赵和靖加盟北京国安，签约三年。
2017年12月11日，赵和靖加盟贵州恒丰，签约三年。

## 联赛出场纪录
最後更新：2013年11月7日    
| 赛季 | 号码 | 俱乐部       | 國家 | 出场 | 入球 |
| ---- | ---- | ------------ | ---- | ---- | ---- |
| 2005 | 26   | 重庆力帆     | 中国 | 7    | 0    |
| 2006 | 15   | 重庆力帆     | 中国 | 19   | 0    |
| 2007 | 3    | 重庆力帆     | 中国 | 21   | 1    |
| 2008 | 3    | 重庆力帆     | 中国 | 23   | 1    |
| 2009 | 3    | 重庆力帆     | 中国 | 25   | 0    |
| 2010 | 3    | 重庆力帆     | 中国 | 27   | 1    |
| 2011 | 3    | 大连阿尔滨   | 中国 | 25   | 0    |
| 2012 | 3    | 大连阿尔滨   | 中国 | 25   | 0    |
| 2013 | 3    | 大连阿尔滨   | 中国 | 27   | 2    |
| 2014 | 31   | 北京国安     | 中国 | 25   | 0    |
| 2015 | 31   | 北京国安     | 中国 | 25   | 0    |
| 2016 | 31   | 北京国安     | 中国 | 26   | 1    |
| 2017 | 31   | 北京中赫国安 | 中国 | 14   | 0    |